# Паукер, Георгий Викторович
Гео́ргий Ви́кторович Па́укер (при рождении Зигмунт Паукер (пол. Zygmunt Pauker); 4 июля 1895, Лемберг, Королевство Галиции и Лодомерии, Австро-Венгрия — 27 августа 1937, Ленинград, РСФСР, СССР) — сотрудник органов внутренних дел СССР, капитан госбезопасности (1936). Расстрелян в рамках «немецкой операции» НКВД. Не реабилитирован.
Брат комиссара государственной безопасности 2-го ранга К. В. Паукера.

## Биография
Родился 4 июля 1895 года в Лемберге, в семье парикмахера Макса (Майера-Вольфа) Паукера и Эрнестины (Эстер) Ротберг. Образование неоконченное высшее — гимназия Львова (1912), 1-й курс Львовского университета, 1-й курс юридически-филологического факультета Кёльнского университета (1922). В 1914—1918 годах состоял на службе в австро-венгерской армии: вольноопределяющийся, прапорщик, обер-лейтенант, штабс-капитан.
В 1918—1923 годах — член КП Германии. Проживал в Польше и Германии, с 1923 года — в СССР; с августа 1923 года — командир роты конвойной команды и командир роты 25-го отдельного пограничного батальона войск Закавказской ЧК. В органах ОГПУ Дальнего Востока с 1924 года: в июле—октябре 1924 года — контролёр Полномочного представительства ОГПУ по Дальневосточному округу, с октября 1924 года — сводчик, контролёр и врид уполномоченного политконтроля Забайкальского губернского отдела ОГПУ. В сентябре 1925 — апреле 1926 гг. — уполномоченный контрразведывательного отдела, помощник уполномоченного КРО и уполномоченный политконтроля ИНФАГО Забайкальского губернского отдела ОГПУ. После — уполномоченный ОГПУ по Хилокскому району Читинского округа Сибирского края. В 1926 году переведён в Москву; в июне—октябре 1926 года — врид уполномоченного и уполномоченный по восточным делам ОГПУ СССР. Член ВКП(б) с 1928 года. После октября 1926 года — на службе в аппарате ПП ОГПУ по Ленинградскому ВО: помощник уполномоченного 1-го отделения КРО, помощник уполномоченного 4-го отделения КРО. С декабря 1927 года — уполномоченный особого отдела ОГПУ Балтийского флота и Кронштадтской крепости, с апреля 1928 года — помощник уполномоченного 1-го отделения КРО ПП по ЛВО.
В октябре 1928 года Георгий Паукер уволен из органов ОГПУ «за невозможностью дальнейшего использования». После увольнения — начальник отдела ПВО Государственного треста заводов слабого тока «Электротрест» в Ленинграде. С июня 1930 года — вновь в органах ОГПУ: помощник уполномоченного, уполномоченный и оперуполномоченный 4-го отделения ОО ПП ОГПУ по ЛВО. В апреле 1934 года исключён из личного состава ПП ОГПУ со взятием на особый учёт запаса ОГПУ. После ухода из ОГПУ — преподаватель иностранных языков в Артиллерийской академии РККА им. Ф. Дзержинского. Капитан госбезопасности (1936).
28 апреля 1937 года Паукер был арестован. 25 августа 1937 года осуждён к высшей мере наказания по приговору Комиссии наркома НКВД и Прокурора СССР в рамках «немецкой операции» НКВД. Расстрелян 27 августа 1937 года в Ленинграде в числе более 100 осуждённых. Место захоронения — спецобъект УНКВД ЛО Левашово.